# RT Carinae
RT Carinae è una stella di magnitudine +8,55 situata nella costellazione della Carena. Appartiene all'associazione stellare Carinae OB1 e questo consente di stimare la sua distanza in 8200 anni luce dal sistema solare. Con un raggio stimato superiore a 1000 volte quello del Sole è una delle stelle più grandi conosciute.

## Caratteristiche fisiche
RT Carinae è una supergigante rossa in avanzato stadio evolutivo, la cui temperatura superficiale è piuttosto bassa, poco più di 3600 K, e il cui raggio si è esteso a 1090 volte quello solare, equivalenti a 5,1 UA; in pratica se fosse al posto del Sole la sua superficie si estenderebbe fino a Giove.
La stella è catalogata come variabile irregolare LC; la sua magnitudine varia da 8,2 a 9,9 con vari periodi, i principali dei quali hanno una lunghezza di 448 e 201 giorni circa.